# Robert S. Duncanson
Robert S. Duncanson, també conegut com a Robert Duncanson, Robert Scott Duncanson o bé Robert Seldon Duncanson (1821/22, Seneca County, Estat de Nova York –21 de desembre 1872, Detroit) fou un artista estatunidenc-canadenc, pertanyent a la segona generació de pintors de l'Escola del Riu Hudson. Fou el primer pintor nord-americà amb avantpassats africans que va assolir reconeixement artístic, tant dins com fora del seu país.

## Biografia

### Joventut i aprenentatge
Robert S. Duncanson va néixer l'any 1821 al comtat de Seneca, (estat de Nova York), fill d'una mare afroamericana i pare escocès-canadenc, que va enviar-lo a les escoles canadenques durant la seva joventut. L'any 1841 Duncanson i la seva mare es van mudar a Mount Healthy, prop de Cincinnati (Ohio). Les pintures de Duncanson es poden dividir en cinc categories: retrats, paisatges, paisatges inspirats en la literatura, natures mortes, i murals.
Quan es va traslladar a Cincinnati, Duncanson ja devia haver après per ell mateix els rudiments de la pintura, ja que per a l'exposició del 9 de juny de 1842, celebrada a aquesta ciutat a la “Society for the Promotion of Useful Knowledge”, va exposar tres pintures (actual ubicació desconeguda): Fancy Portrait, Infant Savior, and The Miser, (a Copy). Tot i que no hi ha cap indicació de que rebés instrucció artística a Cincinnati, sens dubte va estudiar de prop totes les pintures que hi va tenir accesibles.
A finals de la dècada de 1840, el món artístic a Cincinnati era procliu a l'estil de l'Escola del Riu Hudson. Duncanson, ansiós per establir-s'hi com a artista professional, va assimilar els trets característics d'aquella escola, com la preferència per la pintura paisatgística, el format horitzontal, els colors foscos i les pinzellades ajustades. Durant aquesta fase de la seva carrera, la influència principal de Duncanson devia ser la de William Louis Sonntag Sr., com es pot constatar en la major part de les seves obres de principis de la dècada de 1850.

### Activitat artística
El primer encàrrec important de la carrera de Duncanson va ser una sèrie de murals que va pintar, entre 1848 i 1850, per a la residència del viticultor, banquer i filantrop Nicholas Longworth. Aquests murals consisteixen en quatre composicions, i vuit grans pintures paisatgístiques, executades en trompe-l'œil. Són les pintures més grans entre els treballs de Duncanson, i les que el van introduir definitivament dins el mon de l'Art.
L'any 1853 Duncanson va fer el seu primer viatge d'estudis a Europa, juntament amb William Louis Sonntag Sr. i John R.Tait, van viatjat junts a Europa l'any 1853 probablement finançat per una organització abolicionista d'Ohio. Va visitar Anglaterra, França, Itàlia i potser també Alemanya. A aquest viatge, Duncanson va quedar especialment impressionat pels paisatges de Claude Lorrain i de Joseph M.W. Turner. L'any 1854 va retornar a Cincinnati, on es va convertir en el propietari d'un estudi de fotografia, activitat que va abandonar l'any següent per tal de consagrar-se a la pintura.
Les millors obres de Duncanson són els paisatges dels seus períodes mitjans i finals, de caràcter realista i romàntic. Tot i residir a Cincinnati, va viatjar al nord i a l'oest d'Ohio, a les serralades superiors del Mississipi, a Nou Hampshire i a Vermont. Durant la dècada de 1860, Duncanson va viatjar a Minnesota, Vermont i el Canadà. El viatge al Canadà i un segon viatge a Europa segurament van estar motivats per la Guerra Civil dels Estats Units. El seu nom no apareix en els directoris de Cincinnati ni de Detroit des de l'any 1864 fins 1866.
L'any 1867 Duncanson havia tornat als Estats Units, on va exposar obres inspirades en les seves estances a Europa. Va emprendre un viatge final a Escòcia entre 1870 i 1871, i de tornada als Estats Units, va exposar les seves pintures escoceses amb notable èxit, ja que les seves obres es venien fins per 500 dòlars cadascuna, una suma molt alta per aquell temps. Malauradament, quan la seva carrera semblava més brillant, va sucumbir a malalties emocionals. El seu col·lapse es va produir durant l'estiu de 1872, mentre estava organitzant una exposició de les seves obres a Detroit. Va ser hospitalitzat durant tres mesos al Michigan State Retreat, i va morir el 21 de desembre de 1872.